# 岸本聖史
岸本 聖史（きしもと せいし、1974年11月8日 - ）は、日本の漫画家。岡山県勝田郡奈義町出身。漫画家の岸本斉史は双子の兄。

## 略歴
高校卒業後、運送会社勤務を経て、2001年、読み切り『TRIGGER』で「ガンガンパワード」よりデビュー。

## 人物
- 柔道の有段者である。
- 既婚者で、子供もいる[注釈 1]。
- デビュー当初の作風は兄の斉史と酷似していたが、現在はかなりの違いが見られる。
- 「TRIGGER」が『ガンガンパワード』に掲載された際、「某誌活躍中の兄貴を超えろ!!」とアオリ文句を書かれ、他の新人は「○○先生」と表記されていたのに対し、一人だけ「岸本君」と呼ばれていた。
- 作品に「兄弟として生まれたことによるコンプレックス」を取り入れることがある。

## 作品リスト

### 連載
- 666〜サタン〜（『月刊少年ガンガン』、スクウェア・エニックス、全19巻）
- ブレイザードライブ（『月刊少年ライバル』、講談社、全9巻）
- 紅の狼と足枷の羊（『月刊少年ライバル』、講談社、全4巻）
- 助太刀09（『月刊少年ガンガン』・『ガンガンONLINE』、スクウェア・エニックス、全5巻）
- マッドキメラワールド（『モーニング・ツー』、講談社、全4巻）
- モンスターの医者（『マンガボックス』、DeNA、全7巻 ）

### 読み切り
- TRIGGER（『ガンガンパワード』、スクウェア・エニックス、『666〜サタン〜』6巻に収録）
- 天誅3（『月刊少年ガンガン』、スクウェア・エニックス、前後編掲載）
- トライバル（『コミックボンボン』、講談社）
- 12時の鐘が鳴る（『ARIA』、講談社）